# Nayaks de Madura

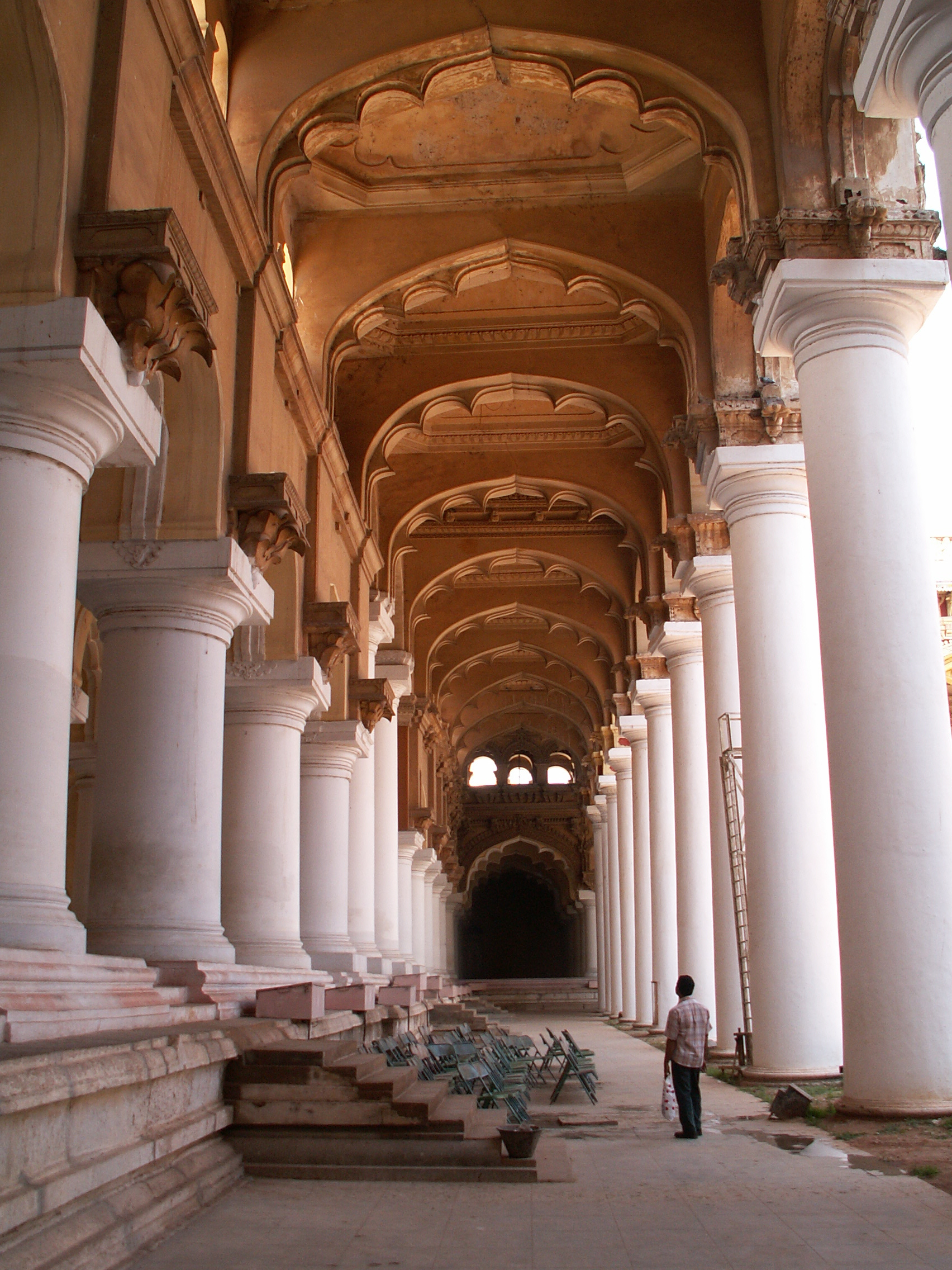
Palau Nayak de Thirumalai a Madurai..

La dinastia de Nayaks de Madurai (en tàmil மதுரை நாயக்கர்கள்) fou una nissaga de nayaks o nayakars del sud de l'Índia al modern estat de Tamil Nadu que van regir un regne amb capital a Madura o Madurai (modernament Madurai) però durant una part de la seva existència, i sobretot al final, la capital fou Trichinopoly (Tiruchirappal·li). Els seus reis portaven el títol de naik o nayak. Inicialment foren virreis del gran rei de Vijayanagar, i després van esdevenir independents.

## Virreis
- Nagama Nayaka 1521-1529
- Visvanatha Nayaka 1529-1563
- Krishnappa Nayaka I 1563-1572
- Virappa Nayaka 1572-1595
- Krishnappa Nayaka II 1595-1601
- Muttu Krishnappa Nayaka 1601-1609
- Muttu Virappa Nayaka I 1609-1623

## Reis
- Tirumala Nayaka 1623-1659 (primer que no reconegué la sobirania de Vijayanagar a partir del 1642)
- Muttu Virappa Nayaka II febrer a juny de 1659
- Chokkanatha Nayaka 1659-1678
- Muttulinga Nayaka (Muttu Alakadri) 1678
- Chokkanatha Nayaka 1678-1682
  - Rustam Khan (usurpador, sense portar el títol reial) 1678-1680
- Muttu Virappa Nayaka III 1682-1689
- Vijayaranga Chokkanatha 1689-1732
  - Mangamal (regent) 1689-1706
- Minakshi (reina i regent) 1732-1734
- Vijayakumara (rei nominal) 1732-1736, en la resistència fins vers 1745
- Bangaru Tirumala, regent 1734
- Minakshi (reina i regent) 1734-1736
  - Bangaru Tirumala, regent 1736, en la resistència fins vers 1745